# Ma Sisi
Ma Sisi (26 de juny de 1988) és una esportista xinesa que competeix en judo, guanyadora d'una medalla d'or als Jocs Asiàtics de 2014 en la categoria de +78 kg.

## Palmarès internacional
| Jocs Asiàtics | Jocs Asiàtics            | Jocs Asiàtics | Jocs Asiàtics |
| Any           | Lloc                     | Medalla       | Categoria     |
| ------------- | ------------------------ | ------------- | ------------- |
| 2014          | Incheon ( Corea del Sud) | 1             | +78 kg        |